# 未知谷
株式会社未知谷（みちたに）は、日本の出版社。

## 概要
海外文学（世界文学）を中心に、哲学や思想、芸術などの人文書を出版している。
アンナ・アフマートワ、ロープシン、アダム・ミツキェーヴィチ、ヤン・コハノフスキ、ユリウシュ・スウォヴァツキ、アデラ・ポペスク、ジャック・プレヴェール、サンドロ・ペンナ、アルダ・メリーニ、マーリオ・ルーツィ、パブロ・ネルーダ、ネリー・ザックス、イツハク・カツェネルソン、ラビンドラナート・タゴール、ヴィスワヴァ・シンボルスカ、フアン・ラモン・ヒメネス、アーラム＝タージ・ガーエムマガーミー（ジャーレ）、アディ・エンドレ、ヨージェフ・アティッラなど海外の詩人による詩集を精力的に刊行しており、特にボリース・パステルナークは工藤正廣訳「ボリース・パステルナーク詩集」（全7冊）がある。
ロシアやポーランドなど中東欧の文学の点数が多く、ハンガリー、ルーマニア、セルビア、グルジア、イラン、アゼルバイジャン等、辺境の文学も刊行紹介されている。
1995年出版のギヨーム・ド・ロリス（Guillaume De Lorris）、ジャン・ド・マン（Jean De Meun）作、見目誠訳『薔薇物語』、2006年出版のチェスワフ・ミウォシュ（Czesław Miłosz）作、関口時正、西成彦、沼野充義、長谷見一雄、森安達也訳『ポーランド文学史』、2024年出版のアイザック・バシェヴィス・シンガー（Isaac Bashevis Singer）作、大﨑ふみ子訳『モスカット一族』で、日本翻訳出版文化賞を三度受賞。
ツール・ド・フランスやジロ・ディ・イタリアといったグランツールの歴史書、グレッグ・レモンやマルコ・パンターニ、ミゲル・インデュラインといった選手の評伝など、ヨーロッパの自転車プロロードレースに関する著作を日本において早くから刊行し続けている。

## 沿革
- 1990年　青土社から独立した飯島徹が文京区湯島にて会社設立[2]。
- 1992年　『国枝史郎伝奇全集』を刊行。
- 1995年　ギヨーム・ド・ロリス、ジャン・ド・マン『薔薇物語』（見目誠訳）で第31回日本翻訳出版文化賞受賞[3]。
- 1996年　『本田美禅コレクション』の刊行を開始（〜2003年）。
- 1997年　『白井喬二傑作選』を刊行（全5集）。
- 2000年　『結城信一全集』を刊行（責任編集は串田孫一、郡司勝義、結城信孝）。
- 2001年　『島村利正全集』を刊行（責任編集は郡司勝義、嶋村正博）。
- 2004年　『小沼丹全集』を刊行（監修は庄野潤三、三浦哲郎、吉岡達夫）[4]。アントン・チェーホフ没後100周年記念出版として『チェーホフ・コレクション』[5]の刊行を開始する。カール・アインシュタイン『ベビュカン』（鈴木芳子訳）でマックス・ダウテンダイ翻訳賞受賞[6]。
- 2006年　チェスワフ・ミウォシュ『ポーランド文学史』（関口時正、西成彦、沼野充義他訳）で第42回日本翻訳出版文化賞受賞[3]。
- 2007年　『大佛次郎セレクション』第一期刊行（村上光彦編、2008年 第二期、2009年 第三期）。
- 2008年　『石上玄一郎小説作品集成』を刊行。
- 2011年　ヨハン・ピンゼル作品集『ピンゼル』（ボリス・ヴォズニツキ編）を未知谷刊行20周年記念企画として刊行。
- 2013年　『加藤幸子自選作品集』を刊行（全5巻）。
- 2014年　『ポーランド文学古典叢書』[7]刊行開始。
- 2016年　カルミネ・アバーテ『偉大なる時のモザイク』（栗原俊秀訳）で第2回須賀敦子翻訳賞[8]、『ヨージェフ・アティッラ詩集』（原田清美訳）で第20回バラッシ・バーリント記念の剣賞を受賞。[9]
- 2018年　ボレスワフ・プルス『人形』（関口時正訳）で第69回読売文学賞、第4回日本翻訳大賞を受賞。
- 2021年　工藤正廣『チェーホフの山』で第75回毎日出版文化賞特別賞を受賞。
- 2024年　アイザック・バシェヴィス・シンガー『モスカット一族』（大﨑ふみ子訳）で第60回日本翻訳出版文化賞を受賞。

## 主な出版書

### 哲学・思想
- セーレン・キルケゴールの著作（『美しき人生観』『誘惑者の日記』など）
- G・W・F・ヘーゲルの著作（『法権利の哲学』『精神現象学』『小論理学』など）
- サラ・コフマンの著作（『窒息した言葉』『オルドネル通り、ラバ通り』）
- ムハンマド・バーキル=サドルの著作（『イスラーム哲学』『無利子銀行論』など）
- ハヴロック・エリス『性の心理』全6巻

### 海外文学
- ボリース・パステルナークの著作（『ドクトル・ジヴァゴ』『パステルナーク全抒情詩集』など）
- ニコライ・ゴーゴリの著作（『タラース・ブーリバ』『鼻』など）
- アレクサンドル・プーシキンの著作（『大尉の娘』など）
- ミハイル・レールモントフ『現代の英雄』
- イワン・ツルゲーネフ『猟人日記抄』
- ロープシンの著作（『蒼ざめた馬　漆黒の馬』『ロープシン遺稿詩集』）
- ダニイル・ハルムスの著作（『ズディグルアプルル』など）
- アレクサンドル・ベリャーエフの著作（『ドウエル教授の首』など）
- ヴェリミール・フレーブニコフ『シャーマンとヴィーナス』
- ボリース・ピリニャーク『機械と狼』
- アンナ・アフマートワ『夕べ』
- イヴァン・ブーニン『アントーノフカ』
- ミハイル・ブルガーコフ『モルヒネ』
- ウラジーミル・ナボコフ『マクダ』
- チェスワフ・ミウォシュ『ポーランド文学史』
- ヴィスワヴァ・シンボルスカ『終わりと始まり』
- スワヴォーミル・ムロージェクの著作（『所長』『鰐の涙』）
- ノダル・ドゥンバゼ『僕とおばあさんとイリコとイラリオン』
- カマール・アブドゥッラ『魔術師の谷』
- エステルハージ・ペーテル『黄金のブダペスト』
- コストラーニ・デジェー『ヴォブルン風オムレツ』
- ドラゴスラヴ・ミハイロヴィッチ『南瓜の花が咲いたとき』
- パナイト・イストラティの著作（『キラ　キラリナ』『アンゲル叔父』など）
- マルキ・ド・サドの著作（『ジュスチーヌ物語又は美徳の不幸』『閨房の哲学』など）
- ギヨーム・ド・ロリス、ジャン・ド・マン『薔薇物語』
- イレーヌ・ネミロフスキーの著作（『ダヴィッド・ゴルデル』『この世の富』など）
- マルセル・ブリヨンの著作（『幻影の城館』など）
- チャールズ・ディケンズの著作（『ボズのスケッチ』『英国紳士サミュエル・ピクウィク氏の冒険』など）
- ロバート・ヒュー・ベンソン『テ・デウムを唱いながら』
- フランク・オコナー『アンメラへの長い道』
- ナタリーア・ギンツブルグの著作（『わたしたちのすべての昨日』『町へゆく道』など）
- カルミネ・アバーテの著作（『帰郷の祭り』など）
- アマーラ・ラクースの著作（『ヴィットーリオ広場のエレベーターをめぐる文明の衝突』など）
- ジェイムス・クリュスの著作（『笑いを売った少年』『ロブスター岩礁の燈台』など）
- ハンス・エーリヒ・ノサック『ブレックヴァルトが死んだ』
- ヴォルフガング・ボルヒェルト『たんぽぽ』
- ライナー・マリア・リルケ『マルテ・ラウリス・ブリッゲの手記』
- パウル・シェーアバルト『虫けらの群霊』
- ラファエル・サンチェス・フェルロシオ『アルファンウイ』
- ジョン・ファンテの著作（『デイゴ・レッド』『バンディーニ家よ、春を待て』など）
- アイザック・バシェヴィス・シンガー『父の法廷』
- カール・ヴァン・ヴェクテン『ニガー・ヘヴン』
- アモス・オズの著作（『地下室のパンサー』『スムヒの大冒険』）
- 『チェーホフ・コレクション』全23巻
- 『ポーランド文学古典叢書』（全16巻予定）
  - 第1巻　ヤン・コハノフスキ『挽歌』
  - 第2巻　アダム・ミツキェーヴィチ『ソネット集』
  - 第3巻　アダム・ミツキェーヴィチ『バラードとロマンス』
  - 第4巻　アダム・ミツキェーヴィチ『コンラット・ヴァレンロット』
  - 第5巻　S・アン＝スキ /ヴィトルト・ゴンブローヴィチ『ディブック/ブルグント公女イヴォナ』
  - 第6巻　スタニスワフ・イグナツィ・ヴィトキェーヴィチ『ヴィトカツィの戯曲四篇』
  - 第7巻　ボレスワフ・プルス 『人形』
  - 第8巻　アダム・ミツキェーヴィチ『祖霊祭/ヴィリニュス篇』

### 日本文学
- 『国枝史郎伝奇全集』全6巻＋補巻
- 『小沼丹全集』全4巻＋補巻
- 『石上玄一郎小説作品集成』全3巻
- 『結城信一全集』全3巻
- 『島村利正全集』全4巻
- 『本田美禅伝奇コレクション』
- 『大佛次郎セレクション』全18巻

### 芸術
- マルセル・デュシャン『マルセル・デュシャン全著作』
- リヒャルト・ヒュルゼンベック編著『ダダ大全』
- カール・アインシュタインの著作（『二十世紀の芸術』『黒人彫刻』など）
- ヴァレリー・アファナシエフの著作（『天空の沈黙』『声の通信』など）
- 酒井忠康の著作（『彫刻家との対話』『ダニ・カラヴァン』など）
- ユーリー・ノルシュテイン関連書（『外套』『アオサギとツル』『『話の話』の話』など）
- スズキコージの著作（『パッパカサーカス』『アッチコッチソッチの歌』など）

### その他
- ピョートル・ワイリ /アレクサンドル・ゲニス『亡命ロシア料理』　新装版刊

#### Post Card Book
- ヤンのノクターン （町田純 著　ISBN 4-915841-88-X ）
- イスタンブールのヤン（町田純 著 ISBN 4-915841-90-1 ）